# Anoba noda
Anoba noda är en fjärilsart som beskrevs av Swinhoe 1899. Anoba noda ingår i släktet Anoba och familjen nattflyn. Inga underarter finns listade i Catalogue of Life.